# 一盘没有下完的棋
《一盘没有下完的棋》（日语：未完の対局）是中华人民共和国与日本合拍的剧情片。纪念中日邦交正常化十周年于1982年9月15日在中国大陆和日本首映。 
由「未完の対局」製作委員会（東光徳間、北京電影制片廠）合拍，在日本由東寶发行。片长134分钟。

## 制片经过
1978年借调到北京电影制片厂搞《永恒的纪念》剧本创作的李洪洲提到了可以写下棋的剧本，被北影厂文学部主任申述上报厂里后例如了创作计划。李洪洲就找了同为业余围棋起手的老战友、北京某玻璃厂宣传科长葛康同共同创作。拟定了故事架构及剧本名称《一盘没有下完的棋》。北影厂为二位作者请了三个月的创作假及经费，到上海采访了新四军老干部、时任上海财经学院院长姚耐，在北京采访了陈修和、张伯驹，用于写陈毅元帅扶持围棋事业的情节。写成电影剧本后发表在北影厂的《电影创作》杂志，申述专门写了评论文章《棋中自有高风亮节》。李陀推荐给时任中日文化交流协会会长、中国电影家协会主席的夏衍。夏衍说：“这部剧本，可以中日合拍。”冯牧也觉得不错。北影厂厂长汪洋请1979年下半年访日的赵丹带上剧本寻找合作。得到东光德间株式会社的积极响应。确定日方导演中村登，编剧大野靖子（女），赵丹演男一号况易山。1980年6月，日方派导演、编剧来华商谈合拍事宜。中日两方的编剧各自写本国的情节的细节。但不久，导演中村登与演员赵丹分别患癌去世。日方换了导演佐藤纯弥（作品有《陆军残虐的故事》(1962)、《组织暴力》(1967)、《续·组织暴力》(1967)、《暴力团再武装》(1971)、《新干线大爆破》(1975)、《追捕》(1976)、《人证》(1977)、《野性的证明》(1978)等。后执导《敦煌》、《男人们的大和》）。佐藤纯弥表示剧本基础很好，但太长了，从民国初年北洋军阀时代、抗日战争写到解放后，应当“就写战争一段”。剧本的后半段都删掉了，也没有陈毅的情节了。主题从“国运昌 棋运昌”变成了反军国主义。增加了况易山去找他的儿子，父母见面的情节。佐藤纯弥先后又派遣了两名编剧安信彻郎、神波史男。前者不懂中国历史文化，后者神波史男是导演的长期合作者。最终历经三年，剧本以佐藤纯弥的作品风格正式定稿。
1981年1月剧组在日本神奈川县镰仓長浜海岸开机拍摄。制作资金、制作设施和演职人员，中日两国均为对等投入。 是中日建交后两国共同编剧、共同导演、联合演出、联合摄制的第一部影片。 
与电影制作同时，小说《未完の対局》由南里征典撰写，徳間書店1982年出版。

## 故事概要
1924年（大正13年）、日本棋士松波麟作六段到中国访问，与“江南棋王”況易山対局时，被军阀当局的警察打断。松波麟作看到况易山的儿子况阿明很有围棋天赋，提出并将其带回日本练习围棋，取得了很高地位。但被中日战争社会浪潮所噬，被强迫要求入籍。况阿明试图秘密航渡返回中国，被日本宪兵射杀。战后，随着第一个中日围棋交流代表团于1960年访问中国，松波麟作也得以与况易山重聚。

## 演员
- 孙道临 饰 况易山
- 三国连太郎 饰 松波麟作
- 劉新 饰 况阿明（少年時代）
- 沈冠初 饰 况阿明
- 杜澎 饰 关小舟
- 茅为惠 饰 况阿惠（少女時代）
- 沈丹萍 饰 况阿惠
- 松坂庆子 饰 立花
- 三田佳子 饰 恩田忍（松波の妹）
- 黄宗英 饰 况婉怡
- 于绍康 饰 张医生
- 张磊（张蕾） 饰 小阿惠
- 绀野美沙子（日语：绀野美沙子） 饰 况巴（松波の娘）
- 伊藤司（日语：伊藤つかさ）  饰 况華林（阿明と巴の娘）
- 山本亘（日语：山本亘）  饰 恩田雄二
- 石田純一（日语：石田純一）  饰 森川
- 乙羽信子  饰 森川よね
- 松坂慶子   饰 立花医師
- 中野誠也（日语：中野誠也 (俳優)）  饰 篠原八段
- 大滝秀治（日语：大滝秀治）  饰 橋本隆吉
- 待田京介（日语：待田京介）  饰 黒田参謀
- 室田日出男（日语：室田日出男）  饰 尾崎大佐
- 小林稔侍（日语：小林稔侍）  饰 情報局・滝井
- 林道紀  饰 張医院の書生
- 織本順吉（日语：織本順吉）  饰 警察署長
- 鈴木瑞穂（日语：鈴木瑞穂）  饰 日本領事
- 小川眞由美  饰 日華會館婦
- 丁一
- 赫海泉 饰 庞都督
- 张雁 饰 男宾客
- 张桂兰 配音 解说
- 黄小雷  饰 游击队员
- 李雨农
- 封顺
- 张力维

## 职员表
- 出品人 德间康快 汪洋
- 制片人 佐藤正大（日语：佐藤正大）、王志敏
- 导演	佐藤纯弥 段吉顺
- 编剧	葛康同、李洪洲、大野靖子、安倍徹郎（日语：安倍徹郎）、神波史男（日语：神波史男）
- 美术	木村威夫（日语：木村威夫）
- 撮影：安藤庄平（日语：安藤庄平）
- 編集：鈴木晄（日语：鈴木晄）
- 音楽：林光
- 照明：熊谷秀夫（日语：熊谷秀夫）
- 録音：橋本文雄（日语：橋本文雄）
- 助監督：出倉寿行（日语：出倉寿行）

## 在中国上映
1982年7月，发生日本修改历史教科书事件，被指淡化侵略行为，引来中国、朝鲜、韩国等邻国不满。《人民日报》大力宣传这部反战电影。全国各单位、企业 、学校全员集体观影。这部电影获得了家喻户晓的知名度。

## 获奖
- 1982年文化部优秀影片特别奖获奖
- 1983年第6届日本电影学院奖最佳影片	提名
- 第6届日本电影学院奖最佳美术	提名	木村威夫（日语：木村威夫）
- 第3届中国电影金鸡奖特别奖	获奖
- 第7届蒙特利尔国际电影节美洲大奖	获奖
- 第7届蒙特利尔国际电影节基督教评审团大奖	获奖